# Bill Jolitz
William Frederick „Bill“ Jolitz (* 22. Februar 1957; † 2. März 2022) war ein amerikanischer Softwareentwickler. Er ist bekannt für die Entwicklung des Betriebssystems 386BSD von 1989 bis 1994 zusammen mit seiner Frau Lynne Jolitz.
Jolitz erhielt seinen BA in Informatik von der University of California, Berkeley.
Er und seine Frau Lynne (* 1961) lebten in Los Gatos, Kalifornien, zusammen mit ihren drei Kindern.